# 谷口雅人
谷口 雅人（たにぐち まさと、1979年7月25日 - ）は、福井県武生市（現:越前市）出身の放送作家。

## ハガキ職人時代
元『西川貴教のオールナイトニッポン』や『ナインティナインのオールナイトニッポン』などのハガキ職人。鈴木あみの『鈴木あみ RUN!RUN!あみ〜ゴ!』へもハガキを書く。理由は「絶対読まれるから」とのこと。
ハガキ職人時代のペンネームは「谷口まさと」。『ナインティナインのオールナイトニッポン』で、コーナー開始当初から理解できない意味不明なネタ（普通はコーナー末期に送られてくる内容）を送り、パーソナリティの岡村隆史（ナインティナイン）から「（コーナーの）壊し屋」と呼ばれる。
1999年3月25日放送の『ナインティナインのオールナイトニッポン』木曜一部最終回「ハガキ職人大賞」で、他のハガキ職人と共にラジオに登場。ナインティナインとまったく目を合わさないという内気さで異彩を放つ。ちなみに、この回においてガガーリン田中船長とともにハガキ職人大賞1位を獲得。
『めちゃ²イケてるッ!』で、よゐこが『ナインティナインのallnightnippon SUPER!』にハガキを送るという企画では、よゐこにアドバイスする人物として登場した。

## 担当番組
- はねるのトびら
- 学校に行こう
- 寺田智和（2017年） 笑う犬の情熱
- 伊集院光＆佐久間宣行の勝手に「テレ東批評」(2023年10月-)